# Oskar Öberg
Knut Oskar Öberg, född 12 januari 1884 i Piteå, död 6 maj 1940 i Jönköpings Kristina församling, var en svensk arkitekt, huvudsakligen verksam i Jönköping med omnejd. 

## Biografi
Öberg hade en teknisk läroverksutbildning och erfarenhet från olika ritkontor när han 1910 anställdes av Jönköpings stad. 
Parallellt med sin anställning fick han under 1910-talet möjlighet att rita enstaka byggnader i hemstaden, bland annat Fågelmuseet i Jönköpings stadspark. År 1919 avresta Öberg till Kalifornien, men återvände till Jönköping 1923 och startade ett eget ritkontor. 
Öbergs verksamhet i Jönköping blev mycket omfattande, men den sträckte sig även till omgivande trakter såsom Huskvarna, Gränna, Sandseryd, Eksjö, Habo och Skillingaryd. Han var även huvudarkitekt för Jönköpingsutställningen 1928.
Öbergs arkitektur präglas under 1920-talet främst av en återhållsam, något schematisk klassicism med putsfasader. Under 1930-talet övergår Öberg till ett funktionalistiskt formspråk.

## Några byggnadsverk
- Fågelmuseet, Jönköpings stadspark, 1914
- Post-, telegraf- och bankbyggnad, Erik Dahlbergsgatan 2 vid Esplanaden i Huskvarna, 1916
- Biografen Metropol, Östra Storgatan 11, Jönköping, 1916
- Folkets hus, Norrahammar, 1926
- Sanna församlingshem, Vättersnäs, Jönköping, 1928
- Alhambra 7 med restaurang Munken, Norra Strandgatan 6, Jönköping, 1928
- Klockstapel, Skillingaryds kapell, 1930
- Censorn 8, Östra Storgatan 83, Jönköping, 1929-30
- Hyreshus, Abisko 7, Borgmästargränd 2, Jönköping, 1931
- Hyreshus, Abisko 8, Borgmästargränd 4, Jönköping, 1934
- Flöjten 2, Mellangatan 7, Jönköping, 1935
- Stads- och polishus, Sjögatan 21 i Gränna, 1937
- Funkisvilla på Onkel Adams väg 9 Habo (Tidigare Bränningevägen 5), 1937
- Censorn 7, Östra Storgatan 81, Jönköping, 1939

## Bilder

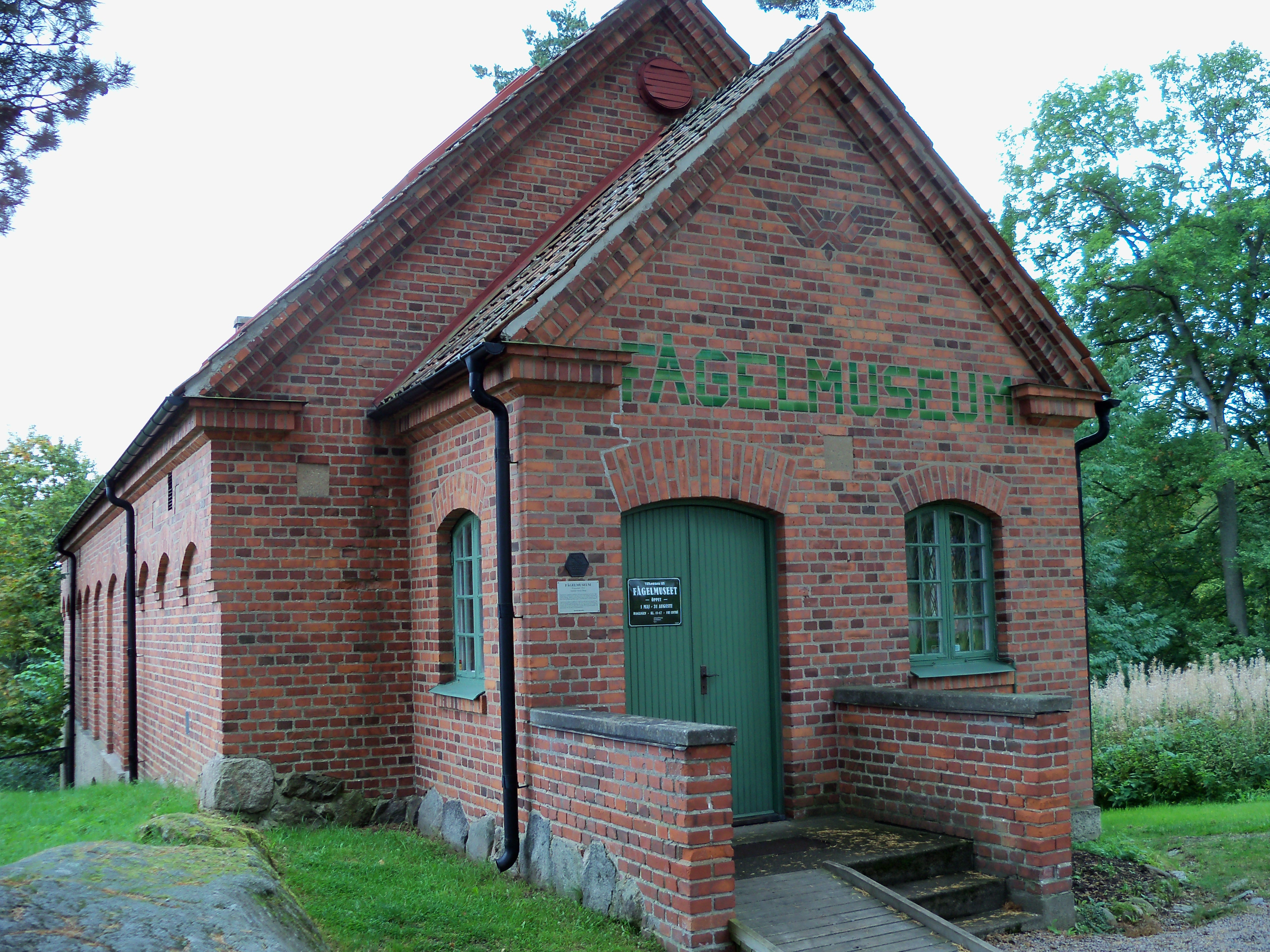
Fågelmuseet Jönköping
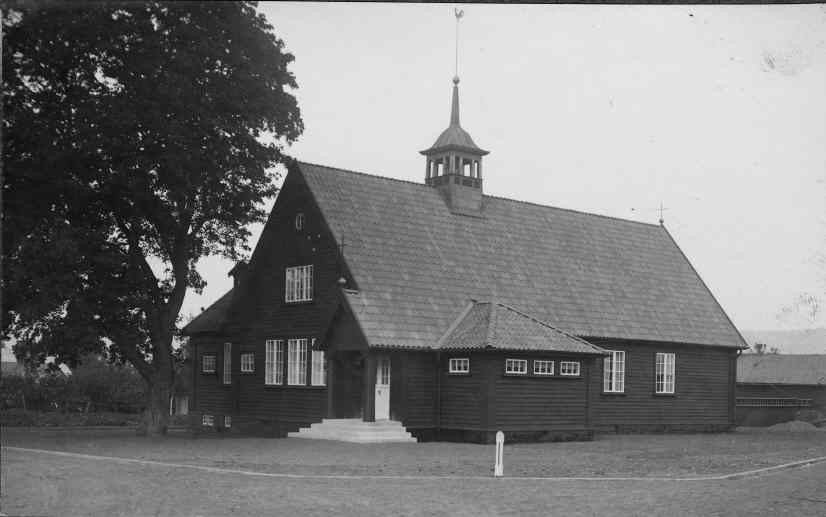
Sanna församlingshem
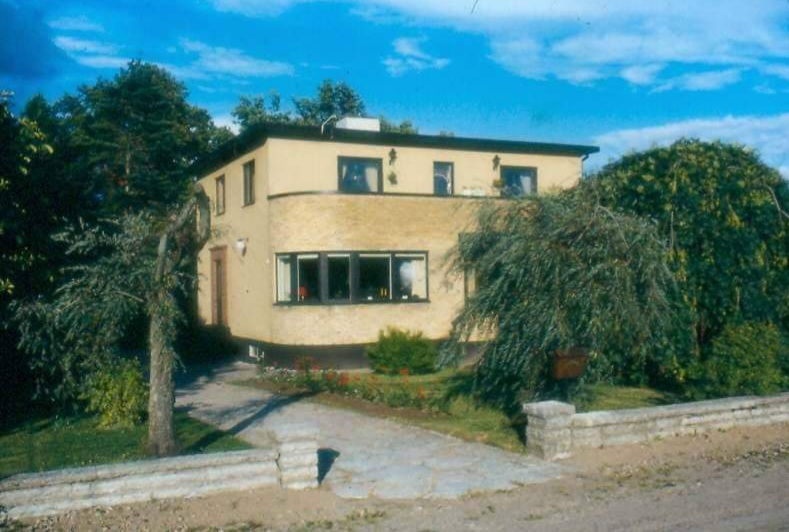
Funkisvilla Onkel Adams väg 9 Habo
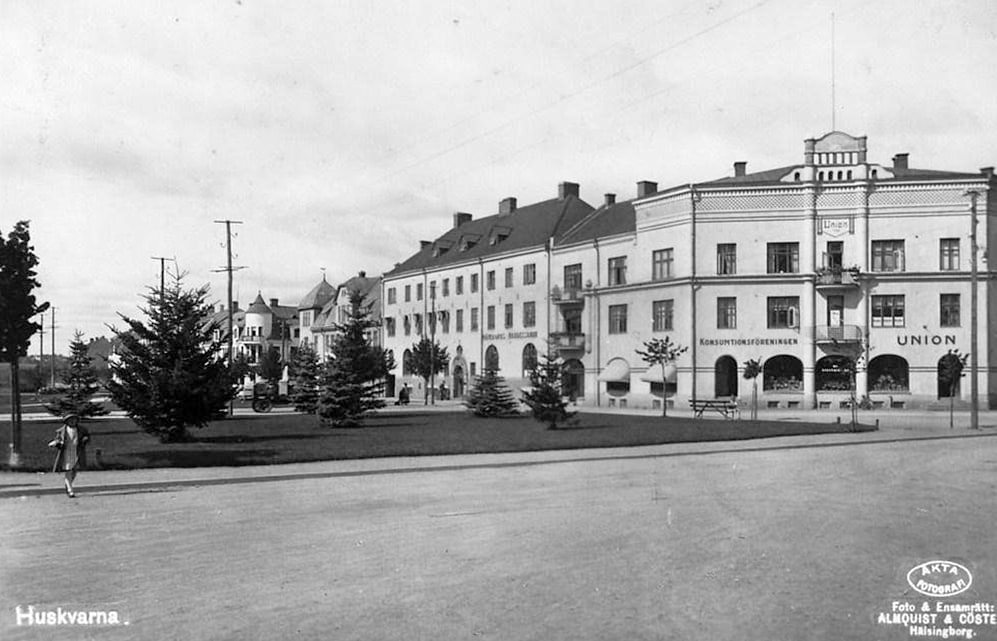
Post-, telegraf- och bankhuset vid Esplanaden, Huskvarna, i mitten av bilden